# Thalaina fortunata
Thalaina fortunata är en fjärilsart som beskrevs av Thierry-mieg 1899. Thalaina fortunata ingår i släktet Thalaina och familjen mätare. Inga underarter finns listade i Catalogue of Life.